# Osiedle Piastowskie (Zielona Góra)
Osiedle Piastowskie – dzielnica mieszkaniowa położona w zachodniej części miasta na północnych stokach Wzgórz Piastowskich. Osiedle przylega bezpośrednio do lasów komunalnych od strony zachodniej, a od strony południowej Parku Piastowskiego. Od północy graniczy z osiedlem Przyjaźni a od wschodu z osiedlem Słonecznym.

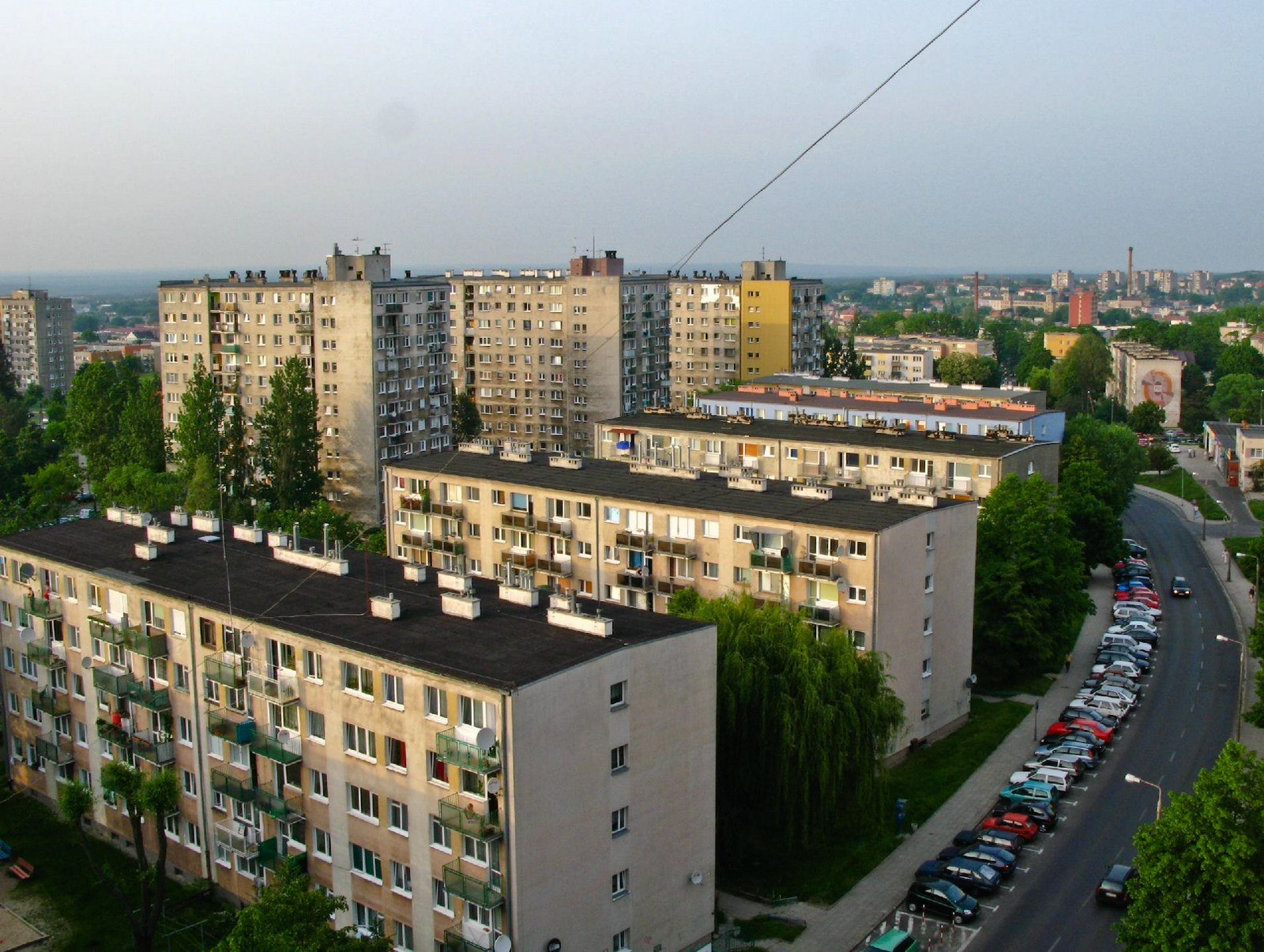
Widok na ulicę Ptasią

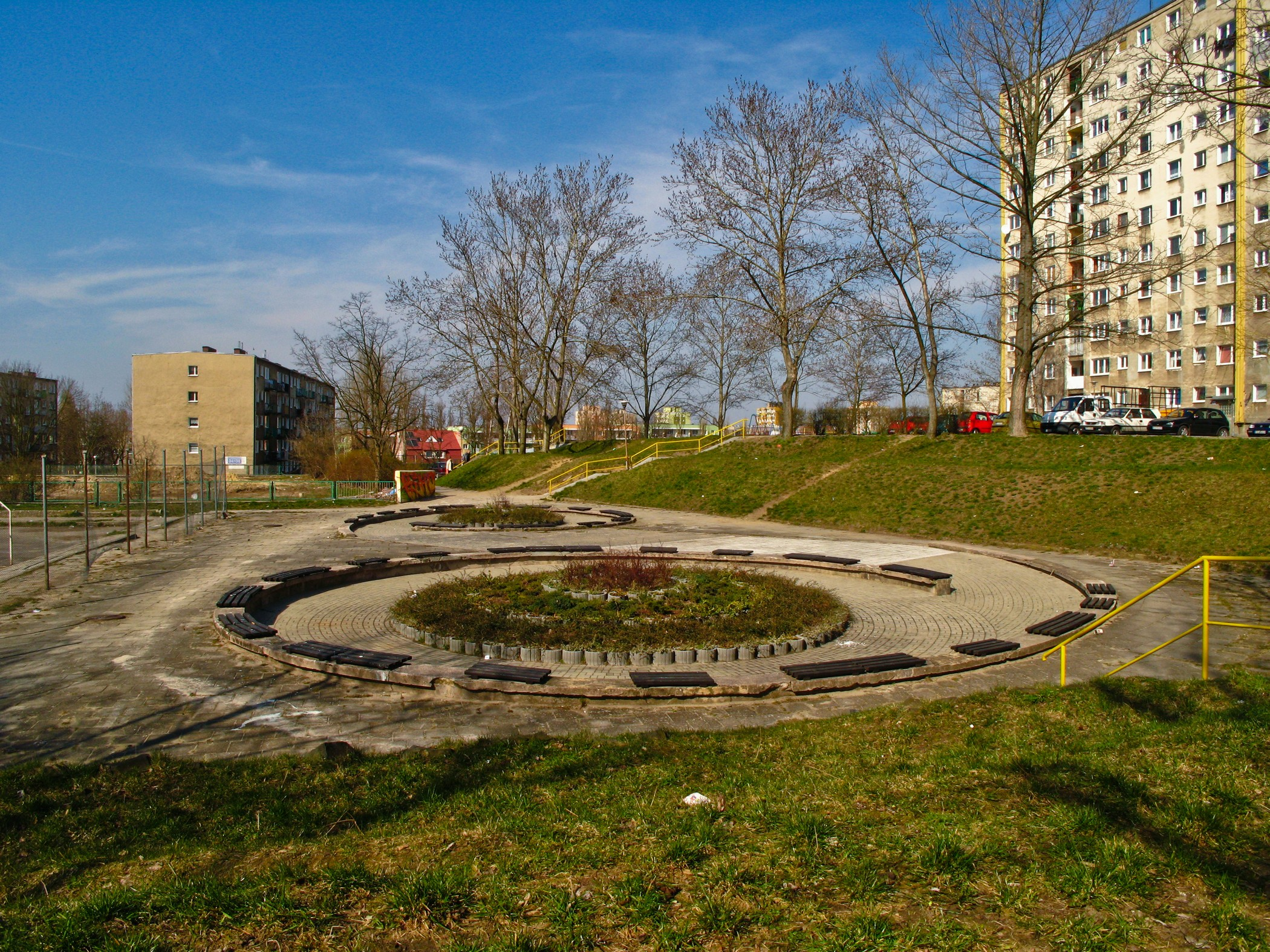
Dawne letnie baseny w zachodniej części osiedla

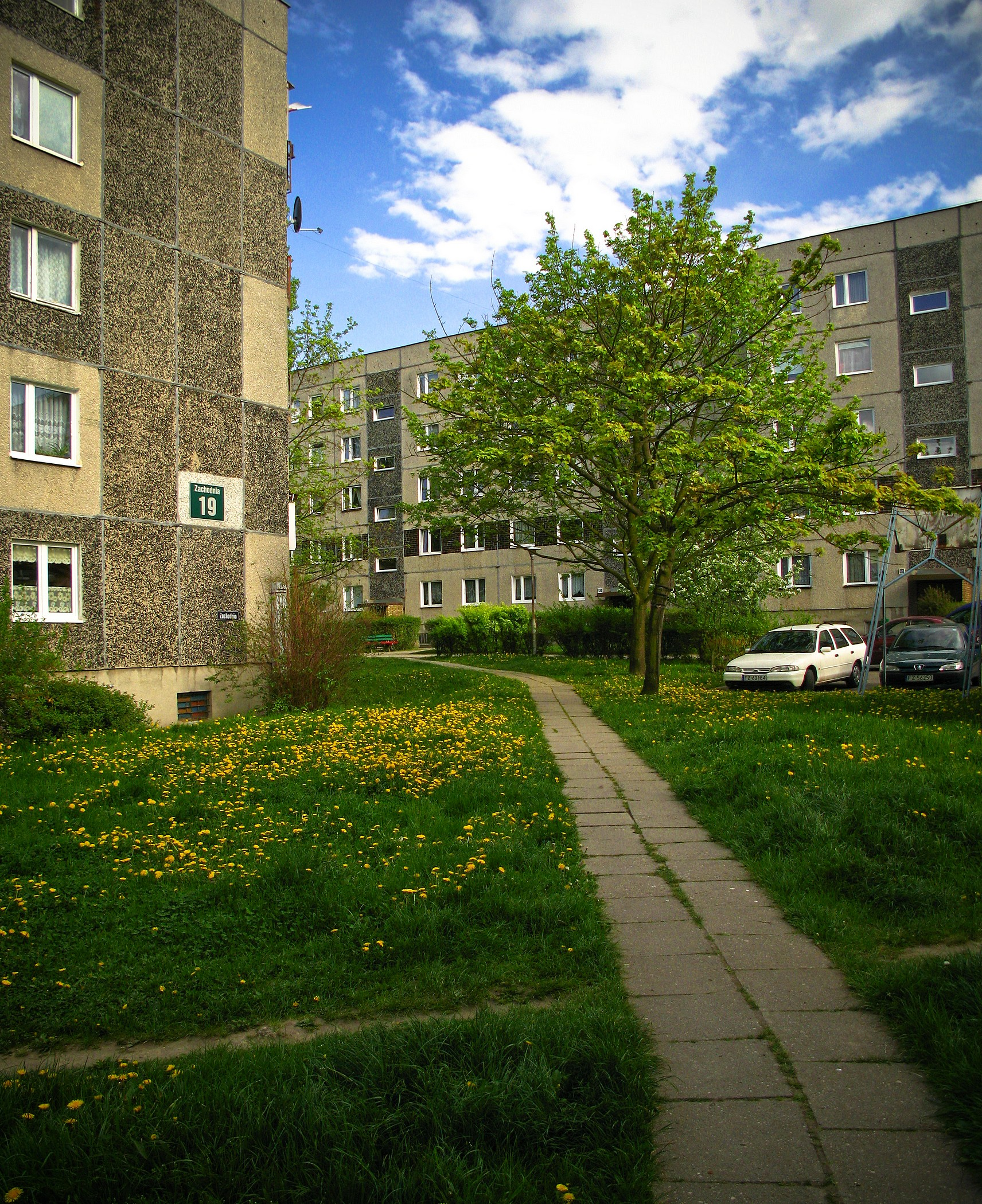
Część północno-zachodnia (dawne osiedle XXXV-lecia PRL)

Osiedle Piastowskie powstało wraz z wybudowaniem pierwszych bloków przy ulicy Ignacego Krasickiego w 1963 roku. Wraz z upływem lat rozrastało się w kierunku zachodnim. We wschodniej części osiedla występują czteropiętrowe bloki mieszkalne, a w zachodniej także wieżowce. Po upadku komunizmu w Polsce do osiedla Piastowskiego przyłączono osiedle XXXV-lecia PRL, zbudowane w latach osiemdziesiątych (ulice Zachodnia, Pionierów Zielonej Góry i północną część ulicy Tadeusza Zawadzkiego). Ulica Tadeusza Zawadzkiego „Zośki” nosiła do 1991 roku nazwę Aleksandra Zawadzkiego.

## Szkoły na osiedlu
- V Liceum Ogólnokształcące im. Krzysztofa Kieślowskiego
- VI Liceum Ogólnokształcące
- Zespół Szkół Specjalnych nr 1
- Zespół Szkół Katolickich im. św. Stanisława Kostki

Na osiedlu Piastowskim znajdują się także przedszkole nr 8, przedszkole nr 14 oraz żłobek nr 4. Pozostałymi obiektami są między innymi Urząd Miasta - Wydział Oświaty i Spraw Społecznych (ul. Zachodnia), Lubuskie Towarzystwo Muzyczne (ul. Krasickiego), Centrum Usług Opiekuńczych (ul. Jacka Kaczmarskiego), Środowiskowe Domy Samopomocy nr 1 i nr 2 (ul. Jacka Kaczmarskiego), „Poczta Polska” Urząd Pocztowy Zielona Góra 6 (ul. Ptasia), dwie apteki (ul. Anieli Krzywoń i ul. Wiśniowa), stacja benzynowa (Circle K, ul. Wyszyńskiego), markety (E.Leclerc, Aldi, Netto, Chata Polska, Biedronka) a także bazar przy ul. Anieli Krzywoń.
Z osiedlem Piastowskim związana jest grupa filmowa Sky Piastowskie, na którym między innymi powstał jej film Że życie ma sens.

## Ulice na osiedlu
- ul. Ptasia
- ul. Piastowska
- ul. Wypoczynek
- ul. Wiśniowa
- ul. Ignacego Krasickiego
- ul. Ogrodowa
- ul. Tadeusza Zawadzkiego „Zośki” (do 1991 roku – ul. Aleksandra Zawadzkiego)
- ul. Stefana Wyszyńskiego (do 1991 roku – ul. Gwardii Ludowej)
- ul. Anieli Krzywoń
- ul. św. Cyryla i Metodego (do 1991 roku – ul. Franciszka Zubrzyckiego)
- ul. Festiwalowa
- ul. Jacka Kaczmarskiego (do 2022 roku - Witebska)
- ul. Zachodnia (do 1991 roku – ul. Bolesława Bieruta)
- ul. Pionierów Zielonej Góry
- ul. Zbyszka Godlewskiego
- ul. Ks. Kazimierza Michalskiego